# Vasilisa Kozhina
Vasilisa Kozhina (en ruso: Василиса Кожина; gobernación de Smolensk, Imperio Ruso, c. 1780-ibidem, c. 1840) fue una heroína rusa de la Guerra Patriótica de 1812.

## Biografía
Vasilisa era hija de campesinos y esposa de Gorshkov, un starosta (gobernador o líder de las comunidades campesinas eslavas) de un pueblo del uyezd de Sychyovsky en la gobernación de Smolensk. Durante la invasión francesa de Rusia, Vasilisa Kozhina organizó en Sychyovsky Uyezd un destacamento partisano de muchachas y mujeres. Todas ellas estaban armadas con guadañas, horcas, hachas, lanzas de oso etc. Durante la retirada de las tropas de Napoleón de Moscú sus guerrilleras atacaron a las tropas francesas, capturando prisioneros y entregándolos a las unidades rusas. Por esta hazaña a Vasilisa Kozhina le fue otorgada una medalla y concedida una recompensa monetaria. En 1813, el artista Alexander Smirnov pintó su único retrato.

## Conmemoraciones

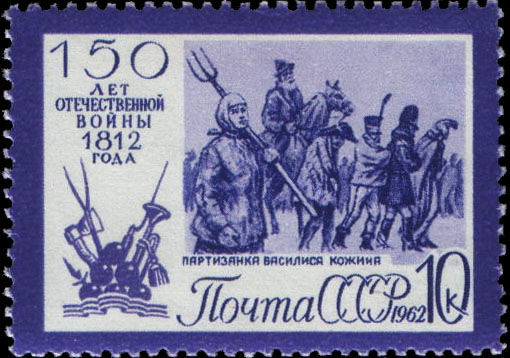
Un sello de correos soviético, 1962

- Una calle Vasilisa Kozhina en Sychyovka.
- Una calle Vasilisa Kozhina en Moscú, localizada cerca del Parque Filevsky y la estación de metro Bagrationovskaya.
- La estación Vasilisino de Gagarinsky en el  Distrito de Smolensk Oblast fue así nombrado en honor a Vasilisa Kozhina.
- Hay un pueblo, nombrado en honor a Vasilisa Kozhina en Tver Oblast.
- En 1962 fue emitido un sello de correos en honor de "la partisana Vasilisa Kozhina".
- Tolstoi acredita su valentía en Guerra y Paz

En 2012, durante el 200.º aniversario de la Guerra Patriótica de 1812 Russian World Studios contrató al director ruso Dmitri Meskhiev para realizar una serie en cuatro partes sobre Kozhina, sin embargo Anton Sivers completó la película como Vasalisa en 2014.